# Macrosiphoniella tanacetaria
Macrosiphoniella tanacetaria är en insektsart som först beskrevs av Johann Heinrich Kaltenbach 1843.  Macrosiphoniella tanacetaria ingår i släktet Macrosiphoniella och familjen långrörsbladlöss. Arten är reproducerande i Sverige.

## Underarter
Arten delas in i följande underarter:
- M. t. tanacetaria
- M. t. italica
- M. t. bonariensis